# آلا هورسکا
آلا هورسکا (اوکراینی: Алла Горська؛ ۱۸ سپتامبر ۱۹۲۹ – ۱۷ نوامبر ۱۹۷۰) نقاش اهل اتحاد جماهیر شوروی سوسیالیستی بود.